# Tomáš Reindl
Tomáš Reindl (* 12. května 1971 Plzeň) je český hudební skladatel, multiinstrumentalista, hráč na tabla, pedagog, muzikolog. Ve své hudbě rád překračuje žánrové bariéry, inspiruje se starými evropskými i mimoevropskými hudebními tradicemi, ve kterých má hudba často extatický, transovní rozměr. Využívá možností současných hudebních technologií, zabývá se i mikrointervalovými systémy přirozeného ladění. Dlouhodobě se věnuje indické klasické hudbě a hře na tabla. Vyučuje Etnomuzikologii a další předměty na Hudební fakultě Akademie múzických umění v Praze, působí též jako lektor různých hudebních workshopů a seminářů.

## Vzdělání
Vystudoval Západočeskou Univerzitu v Plzni, obor aplikovaná elektronika, od dětství se však intenzivně věnuje hudbě – hraje na klarinet, klavír a bicí nástroje, kterým se pak věnoval na plzeňské konzervatoři. V letech 2010–2016 absolvoval bakalářské i magisterské studium oboru Skladba na pražské HAMU pod vedením prof. Hanuše Bartoně. Zde pak v roce 2020 obhájil i svoji disertační práci na téma Mikrotonalita indické klasické hudby. Průběžně absolvoval též různé workshopy a soukromé lekce u umělců jako: Hearn Gadbois (US), Bunjamin Olguncan (TUR), Pete Lockett (UK), Ian Wood (AU), David Hykes (US).

## Tabla a indická hudba[2]
Hře na tabla a studiu klasické indické hudby se intenzivně věnuje od roku 1998. Podnikl dvě studijní cesty do Indie (v r. 2001 Váranasí a v r. 2005 Kalkata), kde navštěvoval soukromé lekce indické klasické hudby a hry na tabla u významných indických umělců Maty Prasada Mishry a Sandipa Mallicka. Od r. 2004 navštěvoval v Londýně soukromé lekce hry na tabla pod vedením jednoho z nejvýznamnějších současných tablových mistrů Sanju Sahai (hlavní představitel tradice Benares gharana).
Své dlouhodobé zkušenosti s indickou rytmikou zúročil v knize Indický rytmický systém: zdroj inspirace západních skladatelů (Praha: NAMU, 2017)

## Hudební projekty a spolupráce[3]
Již od dětství zakládal různé rockové skupiny, z nichž poslední – Nastřižené vlasy – byla v r. 1993 nominována jako „Objev roku“ a jejíž skladba Dej aspoň vědět se stala hitem. Od r. 1994 byl členem různých jazzových formací (např. Expressions, Plzeňský bigband, Pražský swingový orchestr Jana Matouška). V r. 1999 založil world music trio Kumura (společně s Jiřím Muchou a Františkem Kučerou), etnické a středověké hudbě se v té době věnoval i po boku etnomuzikologa Vlastislava Matouška. Po řadu let byl členem etno-elektronického projektu Al-Yaman, vystupoval též se skupinou Šum Svistu.
Indickou klasickou hudbu provozuje s hráčkou na esraj Elenou Kubičkovou a sitáristou kanadského původu Edwardem Powellem, dlouhodobě spolupracuje se špičkovým hudebníkem indického původu, Amitem Chatterjee (IND/US). Spolu s tanečnicemi Ivanou a Anežkou Hessovými zpracovává tradiční formy severoindického klasického tance kathak.

#### Aktuální autorské pojekty:
OMNION (sólový koncertní projekt), TRANS ORGANIC (duo se sestrou Markétou Schley Reindlovou), TELLEMARKK (trio s Dorou Barovou a Pavlem Hrubým), NAKARA (trio s Janem Kellerem a Miroslavem Noskem), INGREDIENTE (projekt duchovní hudby 21. století).

#### Další spolupráce:
Lenka Lichtenberg (Canada), Yair Dalal (Izrael), Shahab Tolouie (Írán), Clarinet Factory (CZ), Pavel Fajt & Slet bubeníků (CZ), Milan Svoboda (CZ), Jana Koubková (CZ), Ghulam Murtuza Khan, Sandip Malik, Dr.Jibendra Goswami (India), orchestry Berg, Musica Florea, Collegium Marianum.

## Skladby (výběr realizovaných děl):
ROD’n’DRONE pro trumšajt a live electronics (skladba v mikrointervalovém systému 7-limit just intonation), 2020
SEIRÉNES – mikrotonální skladba pro projekt orchestru Berg Hudba k siréně, 2020,
FROZEN TABLA – skladba získala 1.cenu v soutěži elektro-akustické hudby Musica Nova 2019, a byla provedena živě na finálovém večeru v Edinburghu v r. 2020,
KABEL-AGE pro varhany, tabla a live electronics, 2019,
DRONE/PATTERN No.1 – mikrotonální skladba pro Clarinet Factory a Pražskou komorní filharmonii, 2018
PERINATAL – vánoční elektroakustická skladba na objednávku Českého rozhlasu, 2016,
UTERO: koncert pro violoncello, tabla a symfonický orchestr, 2015,
BEAT-BERG pro beatbox a orchestr – skladba na objednávku orchestru Berg, 2015,
HLAS ZE ŠUMAVSKÉ POUŠTĚ – elektroakustická skladba na objednávku Českého rozhlasu, 2014,
EARTH-BEAT pro bicí nástroje, 2014,
MANTRAGORA pro symfonický orchestr, 2013,
ARCANUM CORDIS pro smyčcový orchestr, 2012,
INTERHALATIO pro flétnu, tabla a elektroniku (2012) – provedeno v listopadu 2015 v New Yorku,
TRANS-ORGANUM pro varhany a bicí nástroje, 2011.
Aranžmá a realizace Smetanovy Vltavy (pro skupinu Voice´n´Toys společně a marimbový ansámbl ulanbátarské konzervatoře) – provedeno na galavečeru mezinárodního jazzového festivalu v Ulaanbaataru, Mongolsko, 2013
Scénická a filmová hudba (výběr):
Hudba k rozhlasovému pořadu Souzvuk vody (2021),
hudba k rozhlasové pohádce Lucka nebo Peška, Český rozhlas, 2019,
hudba k dokumentárním filmům z cyklu Architektura v betonu, r. Jiří Kout, 2019,
film Dotek betonu, r. Viktoria Rampal Dzurenko (cena na mezinárodním filmovém festivalu v Bombaji), 2018,
tanečně-divadelní představení Vypravěčka, r. Jana Drdácká, 2015,
film Občanská Naděje – r. David Vigner, v hlavních rolích: Jan Potměšil, Martin Dejdar, 2014,
celovečerní film Ujo Viktor – r. Viktoria Rampal Dzurenko, 2013,
hudba k baletu Zahrada Soch – Divadlo opery a baletu v Ústí n. L., r. Irena Žantovská, choreografie: Vladimir Gončarov, 2010.

## Publikace
Indický rytmický systém: zdroj inspirace západních skladatelů. Praha: NAMU, 2017. ISBN 9788073314583.
Miloslav Kabeláč a indické rytmy. Kapitola v knize Generace (Jan Vičar et alii), Praha: NAMU, 2018, s. 285. ISBN 9788073314613.
Rágy a emoce: Hudebně psychologické aspekty severoindických rág. Spoluautoři: Marek Frič, Viktor Hruška. Hudební věda 57, 2020, č. 1, s. 52–79.
Mikrotonalita indické klasické hudby. Hudební věda 55, 2018, č. 3–4, s. 428–442.
Rytmy Indie. Seriál v časopise Muzikus (9. dílů), 2007.